# Формула-1 — Гран-прі Абу-Дабі 2022
Гран-прі Абу-Дабі 2022 (офіційно — Formula 1 Etihad Airways Abu Dhabi Grand Prix 2022) — автоперегони чемпіонату світу з Формули-1, які відбулися 20 листопада 2022 року. Гонка була проведена на автодромі Яс-Марина в Абу-Дабі в (ОАЕ). Це двадцять другий етап чемпіонату світу і чотирнадцяте Гран-прі Абу Дабі в історії.
Переможцем гонки став нідерландець Макс Ферстаппен (Ред Булл - RBPT). Друге місце посів Шарль Леклер (Феррарі), а третє — Серхіо Перес (Ред Булл - RBPT).
Чинним переможцем гонки був Макс Ферстаппен, який у 2021 році виступав за команду Ред Булл — Хонда.

## Положення у чемпіонаті перед гонкою
| Місце   | Пілот           | Очки |
| ------- | --------------- | ---- |
| 1       | Макс Ферстаппен | 429  |
| 2       | Шарль Леклер    | 290  |
| 3       | Серхіо Перес    | 290  |
| 4       | Джордж Расселл  | 265  |
| 5       | Льюїс Гамільтон | 240  |
| Джерело |                 |      |

| Місце   | Конструктор         | Очки |
| ------- | ------------------- | ---- |
| 1       | Ред Булл — RBPT     | 719  |
| 2       | Феррарі             | 524  |
| 3       | Мерседес            | 505  |
| 4       | Альпін — Рено       | 167  |
| 5       | Макларен — Мерседес | 148  |
| Джерело |                     |      |

## Шини
Під час Гран-прі буде дозволено використовувати 5 типів шин Pirelli: hard, medium, soft, а також intermediate і wet у випадку дощу.
| Hard | Medium | Soft | Intermediate | Wet |
| ---- | ------ | ---- | ------------ | --- |

## Розклад
| Дата              | Подія           | Час           |
| ----------------- | --------------- | ------------- |
| 18 листопада 2022 | Вільний заїзд 1 | 12:00 — 13:00 |
| 18 листопада 2022 | Вільний заїзд 2 | 15:00 — 16:00 |
| 19 листопада 2022 | Вільний заїзд 3 | 12:30 — 13:30 |
| 19 листопада 2022 | Кваліфікація    | 16:00 — 17:00 |
| 20 листопада 2022 | Гонка           | 15:00 — 17:00 |
| Джерело:          |                 |               |

## Вільні заїзди
| Сесія | Лідер           | Конструктор     | Ш | Час      | Джерело |
| ----- | --------------- | --------------- | - | -------- | ------- |
| 1     | Льюїс Гамільтон | Мерседес        | P | 1:26.633 | [ 4 ]   |
| 2     | Макс Ферстаппен | Ред Булл — RBPT | P | 1:25.146 | [ 5 ]   |
| 3     | Серхіо Перес    | Ред Булл — RBPT | P | 1:24.982 | [ 6 ]   |

## Кваліфікація
| Місце                                   | №  | Пілот               | Конструктор             | Частина 1 | Частина 2 | Частина 3 | Старт |
| --------------------------------------- | -- | ------------------- | ----------------------- | --------- | --------- | --------- | ----- |
| 1                                       | 1  | Макс Ферстаппен     | Ред Булл — RBPT         | 1:24.754  | 1:24.622  | 1:23.824  | 1     |
| 2                                       | 11 | Серхіо Перес        | Ред Булл — RBPT         | 1:24.820  | 1:24.419  | 1:24.052  | 2     |
| 3                                       | 16 | Шарль Леклер        | Феррарі                 | 1:25.211  | 1:24.517  | 1:24.092  | 3     |
| 4                                       | 55 | Карлос Сайнс (мол.) | Феррарі                 | 1:25.090  | 1:24.521  | 1:24.242  | 4     |
| 5                                       | 44 | Льюїс Гамільтон     | Мерседес                | 1:25.594  | 1:24.774  | 1:24.508  | 5     |
| 6                                       | 63 | Джордж Расселл      | Мерседес                | 1:25.545  | 1:24.940  | 1:24.511  | 6     |
| 7                                       | 4  | Ландо Норріс        | Макларен — Мерседес     | 1:25.387  | 1:24.903  | 1:24.769  | 7     |
| 8                                       | 31 | Естебан Окон        | Альпін — Рено           | 1:25.735  | 1:25.007  | 1:24.830  | 8     |
| 9                                       | 5  | Себастьян Феттель   | Астон Мартін — Мерседес | 1:25.523  | 1:24.974  | 1:24.961  | 9     |
| 10                                      | 3  | Данієль Ріккардо    | Макларен — Мерседес     | 1:25.766  | 1:25.068  | 1:25.045  | 13    |
| 11                                      | 14 | Фернандо Алонсо     | Альпін — Рено           | 1:25.782  | 1:25.096  |           | 10    |
| 12                                      | 22 | Юкі Цунода          | Альфа Таурі — RBPT      | 1:25.630  | 1:25.219  |           | 11    |
| 13                                      | 47 | Мік Шумахер         | Хаас — Феррарі          | 1:25.711  | 1:25.225  |           | 12    |
| 14                                      | 18 | Ленс Стролл         | Астон Мартін — Мерседес | 1:25.741  | 1:25.359  |           | 14    |
| 15                                      | 24 | Чжоу Гуаньюй        | Альфа Ромео — Феррарі   | 1:25.594  | 1:25.408  |           | 15    |
| 16                                      | 20 | Кевін Магнуссен     | Хаас — Феррарі          | 1:25.834  |           |           | 16    |
| 17                                      | 10 | П'єр Гаслі          | Альфа Таурі — RBPT      | 1:25.859  |           |           | 17    |
| 18                                      | 77 | Вальттері Боттас    | Альфа Ромео — Феррарі   | 1:25.892  |           |           | 18    |
| 19                                      | 23 | Александр Албон     | Вільямс — Мерседес      | 1:26.028  |           |           | 19    |
| 20                                      | 6  | Ніколас Латіфі      | Вільямс — Мерседес      | 1:26.054  |           |           | 20    |
| 107 % від лідера першої сесії: 1:30.687 |    |                     |                         |           |           |           |       |
| Джерело:                                |    |                     |                         |           |           |           |       |

## Гонка
| Місце                                                                                | №  | Пілот               | Конструктор             | Кола | Час/причина сходу | Старт | Очки |
| ------------------------------------------------------------------------------------ | -- | ------------------- | ----------------------- | ---- | ----------------- | ----- | ---- |
| 1                                                                                    | 1  | Макс Ферстаппен     | Ред Булл — RBPT         | 58   | 1:27:45.914       | 1     | 25   |
| 2                                                                                    | 16 | Шарль Леклер        | Феррарі                 | 58   | +8.771            | 3     | 18   |
| 3                                                                                    | 11 | Серхіо Перес        | Ред Булл — RBPT         | 58   | +10.093           | 2     | 15   |
| 4                                                                                    | 55 | Карлос Сайнс (мол.) | Феррарі                 | 58   | +24.892           | 4     | 12   |
| 5                                                                                    | 63 | Джордж Расселл      | Мерседес                | 58   | +35.888           | 6     | 10   |
| 6                                                                                    | 4  | Ландо Норріс        | Макларен — Мерседес     | 58   | +56.234           | 7     | 9    |
| 7                                                                                    | 31 | Естебан Окон        | Альпін — Рено           | 58   | +57.240           | 8     | 6    |
| 8                                                                                    | 18 | Ленс Стролл         | Астон Мартін — Мерседес | 58   | +1:16.931         | 14    | 4    |
| 9                                                                                    | 3  | Данієль Ріккардо    | Макларен — Мерседес     | 58   | +1:23.268         | 13    | 2    |
| 10                                                                                   | 5  | Себастьян Феттель   | Астон Мартін — Мерседес | 58   | +1:23.898         | 9     | 1    |
| 11                                                                                   | 22 | Юкі Цунода          | Альфа Таурі — RBPT      | 58   | +1:29.371         | 11    |      |
| 12                                                                                   | 24 | Чжоу Гуаньюй        | Альфа Ромео — Феррарі   | 57   | +1 коло           | 15    |      |
| 13                                                                                   | 23 | Александр Албон     | Вільямс — Мерседес      | 57   | +1 коло           | 19    |      |
| 14                                                                                   | 10 | П'єр Гаслі          | Альфа Таурі — RBPT      | 57   | +1 коло           | 17    |      |
| 15                                                                                   | 77 | Вальттері Боттас    | Альфа Ромео — Феррарі   | 57   | +1 коло           | 18    |      |
| 16                                                                                   | 47 | Мік Шумахер         | Хаас — Феррарі          | 57   | +1 коло           | 12    |      |
| 17                                                                                   | 20 | Кевін Магнуссен     | Хаас — Феррарі          | 57   | +1 коло           | 16    |      |
| 18                                                                                   | 44 | Льюїс Гамільтон     | Мерседес                | 55   | Гідравліка        | 5     |      |
| 19                                                                                   | 6  | Ніколас Латіфі      | Вільямс — Мерседес      | 55   | Електрика         | 20    |      |
| Схід                                                                                 | 14 | Фернандо Алонсо     | Альпін — Рено           | 27   | Нестача води      | 10    |      |
| Найшвидше коло: Ландо Норріс (Макларен - Мерседес) — 1:28.391, поставлене на 44 колі |    |                     |                         |      |                   |       |      |
| Джерело:                                                                             |    |                     |                         |      |                   |       |      |

## Положення у чемпіонаті після гонки
| Місце   | Пілот               | Очки |
| ------- | ------------------- | ---- |
| 1       | Макс Ферстаппен     | 454  |
| 2       | Шарль Леклер        | 308  |
| 3       | Серхіо Перес        | 305  |
| 4       | Джордж Расселл      | 275  |
| 5       | Карлос Сайнс (мол.) | 246  |
| Джерело |                     |      |

| Місце   | Конструктор         | Очки |
| ------- | ------------------- | ---- |
| 1       | Ред Булл — RBPT     | 759  |
| 2       | Феррарі             | 554  |
| 3       | Мерседес            | 515  |
| 4       | Альпін — Рено       | 173  |
| 5       | Макларен — Мерседес | 159  |
| Джерело |                     |      |